# Sos mi vida
Sos mi vida va ser una telecomèdia argentina protagonitzada per Natalia Oreiro i Facundo Arana, produïda per Pol-ca Produccions i emesa pel Tretze. Va començar a emetre el dilluns 16 de gener de 2006 i va finalitzar el dimarts 9 de gener de 2007, i durant la seva emissió va aconseguir una mitjana general de 26,9 punts d'índex de audiencia. És la segona telenovel·la protagonitzada per Facundo Arana i Natalia Oreiro com a actors principals. La producció va incloure molts rodatges, fins i tot durant la Copa del Món de la FIFA 2006 a Alemanya, i moltes estrelles convidades.
En principi s'emetia de dilluns a divendres a les 21:00 hores, però el canal va modificar la seva graella horària en diverses ocasions durant l'emissió del programa. Va ser escrit per Ernesto Korovsky i Sebastián Parrotta, i es va emetre en diversos països.
La trama segueix la història d'amor de Martín Quesada, un home de negocis acomodat, i Esperanza Muñoz, una boxejadora en dificultats que es converteix en la seva assistent personal. Durant la seva emissió, la seva valoració global va ser de 26,9 punts de mitjana. Va ser aclamat per la crítica, i va guanyar quatre premis Martín Fierro i tres premis Clarín. Es va vendre a més de 40 països i va tenir remakes a Mèxic, Polònia i Portugal.
Va ser protagonitzada per Natalia Oreiro i Facundo Arana; i els antagonistes eren Carla Peterson i Carlos Belloso.

## Fonaments
La telenovel·la va ser produïda per Pol-ka a partir d'una premissa d'Adrián Suar, que va formular gairebé sis mesos abans de l'estrena de l'espectacle, després de parlar amb el seu company Javier Blanco y Tevah. El guió va d'un ric home de negocis i antic pilot de carreres de Fórmula 1 que s'enamora d'una dona pobra que busca feina al seu empori. Suar va demanar guions a Ernesto Korovsky i Sebastian Parrotta, els autors de Gasoleros i El sodero de mi vida, i Hombres de honor i Padre Coraje respectivament. El programa vas ser dirigit per Daniel De Felippo i Rodolfo Antúnez i produït per César Markus González. La major part del rodatge es va fer a l'estudi Pol-ka del barri de Colegiales, utilitzant escenes exteriors poc convencionals per al gènere.

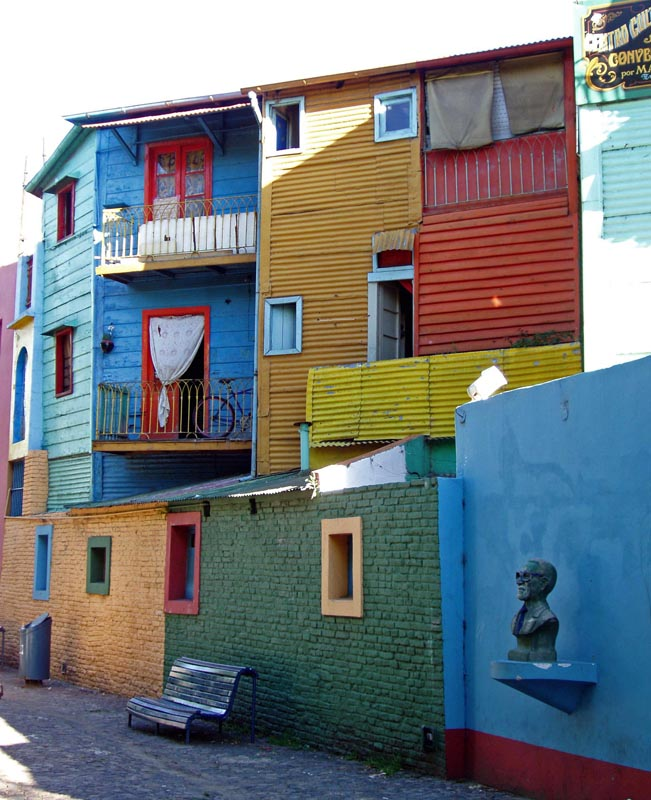
Cases del barri de la Boca, amb el seu estil característic. L'habitatge de la sèrie es va modelar a partir d'ell.

La telenovel·la compta amb Facundo Arana i Natalia Oreiro, que van aparèixer tots dos a l'exitosa telenovel·la Muñeca Brava, com a actors principals. La relació entre tots dos va ser més que professional; a Facundo Arana li havien ofert espontàniament una aparició com a convidat a la sèrie russa A ritmo de tango protagonitzada per Oreiro. Tots dos actors van acceptar aparèixer a You Are the One amb la condició que treballessin junts. Com a resultat, el disseny del programa es va decidir només després que tots dos fossin confirmats en els papers principals. Oreiro va retardar les propostes de rodatge a Israel, Espanya i l'Uruguai, i l'enregistrament del seu quart àlbum musical per unir-se al projecte. Com a Muñeca Brava, la narració de You are the One gira al voltant d'un pretendent adinerat i una dona pobra, però a diferència de l'anterior programa no concentra tots els personatges en un únic context narratiu. You Are the One organitza dos contextos tant per als rics com per als pobres, cadascun amb les seves pròpies localitzacions característiques i personatges secundaris.

## Argument
La història comença durant un combat de boxa d'Esperanza Muñoz — anomenada Monita — que ha patit una lesió a la mà. El seu gerent, Enrique Quique Ferreti, la pressiona perquè continuï lluitant, malgrat el seu dolor. Aquesta lesió complica la seva situació econòmica, ja que la seva boxa proporciona els únics ingressos per a la seva família adoptiva, concretament en Quique i la seva mare, Maria de las Nieves. Nieves estima l'Esperanza com la seva pròpia filla, i la pressiona perquè es casi amb Quique. La seva veïna Kimberly proposa que l'Esperanza sol·liciti una feina al Grup Quesada, on treballa com a conserge. La secretària Mercedes rebutja Esperanza per les seves maneres violentes i el seu estil de vestir. Martín Quesada, el president de l'empresa, veu l'Esperanza plorant al carrer i la contracta com a assistent personal.
Martín també coneix tres germans orfes, José, Laura i Coqui, que es resistien a ser adoptats per diferents famílies. Els porta a casa seva, i inicia els tràmits judicials per adoptar-los. A Martín li comença a agradar l'Esperanza, però la seva xicota Constanza, una dona freda, manipuladora i maliciosa, desconfia d'ella. Esperanza no explica a Martín sobre les seves relacions amb Quique, sinó que pretén ser la seva germana. Tampoc li diu a Martín que és boxejadora. Quique i Constanza comencen la seva pròpia relació, desconeguda per la majoria dels altres personatges. Martín trenca la seva relació amb l'Esperanza quan veu el seu petó de comiat amb Quique, ja que s'adona que ella li menteix.
Després de la ruptura amb Esperanza, Martín reprèn el seu idil·li amb Constanza i finalment li proposa matrimoni, per tal de millorar les seves possibilitats d'aconseguir la custòdia dels tres germans. El jutge, que pensava que Esperanza era una mala influència en els fills, dona l'adopció a Constanza en lloc de Martín, obligant-lo a casar-se amb ella. El seu matrimoni resulta difícil; Constanza és exigent i possessiva, i menysprea els germans adoptats, que també l'odien. Martín finalment trenca amb la Constanza quan ella fa veure que és cega per mantenir-lo amb ella. La batalla per la custòdia dels fills retarda el divorci, ja que Martín els vol quedar.
A causa dels esforços del cosí de Martín, Miguel, l'advocat sense escrúpols Falucho, i Constanza, Martin va perdent la seva fortuna, els seus negocis i la seva casa. Es trasllada al Conventillo i treballa de taxista. Finalment, ho recupera tot. Un nou personatge, Bárbara, s'uneix temporalment al triangle amorós de Martín, Esperanza i Constanza. Constanza queda embarassada de Quique i intenta fer passar el seu fill per Martín, però no ho aconsegueix. Martín es casa finalment amb l'Esperança i té una família amb ella i els fills adoptats. Constanza s'instal·la amb Quique.

## Producció

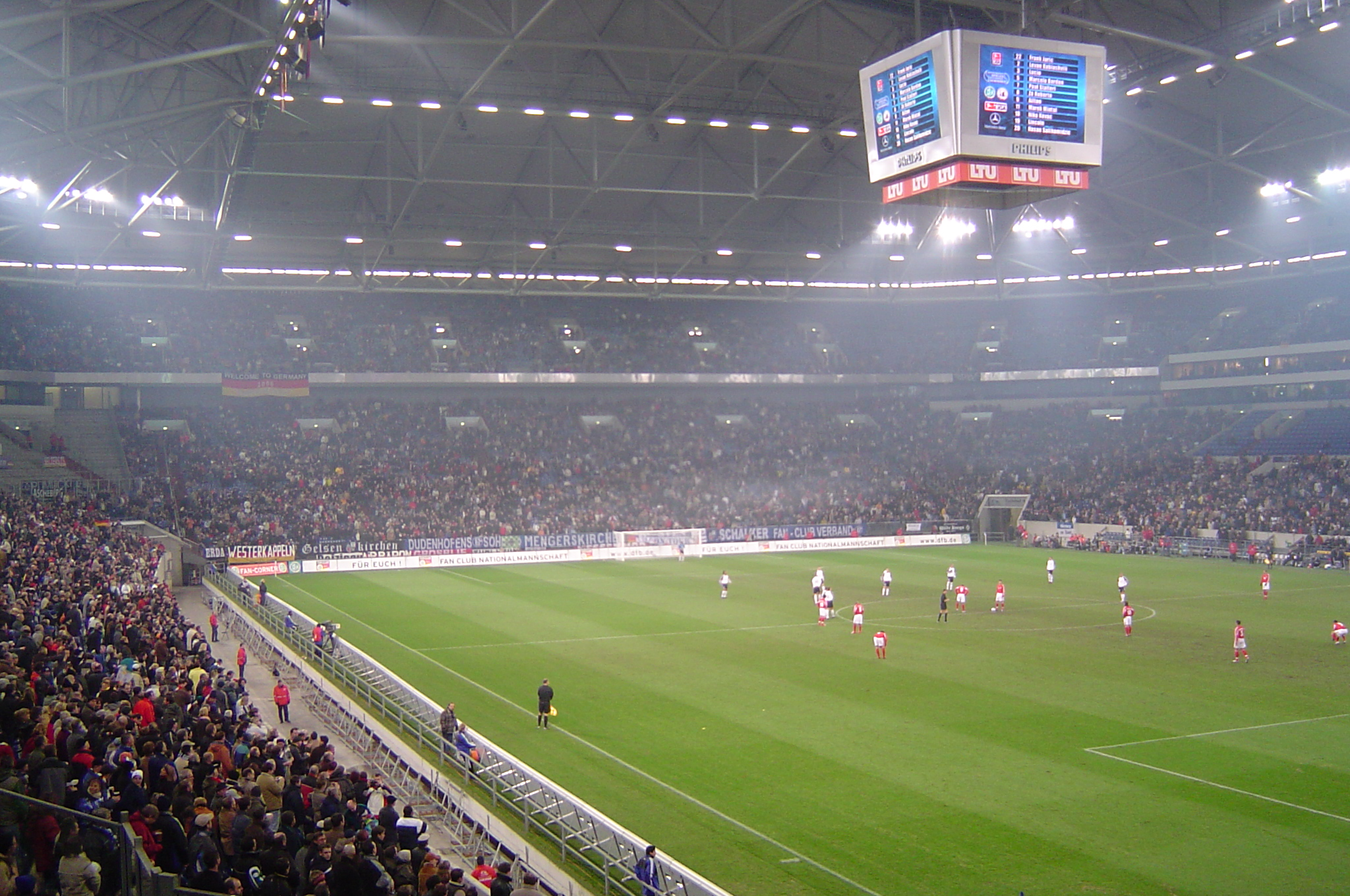
L'estadi Veltins-Arena. Un episodi mostrava el rodatge d'ubicacions durant el partit Argentina-Sèrbia i Montenegro de la Copa del Món de Futbol de 2006.

El programa va ser dirigit per Daniel De Felippo i Rodolfo Antúnez, i produït per César Markus González. La major part del rodatge es va produir a la seu de Pol-ka al barri de Colegiales. La telenovel·la va assumir diversos riscos en els camps creatius i de producció, que van tenir èxit majoritàriament. L'elecció de la formació de Martín Quesada com a pilot de Fórmula 1 va requerir una zona amb una gran infraestructura per representar carreres realistes. Per ser realistes, les escenes argumentals ambientades fora de Buenos Aires es van filmar fora de la ciutat. Hi va haver una cobertura de premsa important durant el rodatge d'ubicacions a Alemanya, que va tenir lloc durant la Copa del Món de Futbol de 2006. Facundo Arana i Natalia Oreiro van interpretar els seus personatges a l'estadi Veltins-Arena durant el partit Argentina-Serbia i Montenegro. El resultat del partit — una victòria argentina per 6-0 — va beneficiar el rodatge i l'episodi va rebre 31,5 punts de qualificació. El rodatge de localitzacions també es va produir a l'estació d'esquí turística Las Leñas, als Andes. Un accident d'avió simulat que va deixar els personatges en una selva es va filmar al parc Pereyra Iraola i un parc de la Força Aèria Argentina a Morón.
Perquè les seves actuacions com a boxejada semblin realistes, Oreiro s'entrenava regularment amb la reconeguda boxejadora Marcela Acuña i el seu entrenador Ramón Chaparro. Van ensenyar a Oreiro com posar-se dempeus i moure's al ring i com fer diversos tipus de cops, i es va sotmetre a entrenament cardiovascular i amb pesos. Acuña va comentar que Oreiro dominava les tècniques bàsiques més ràpidament que la majoria de boxejadors principiants. Per a aquesta formació, Oreiro va abandonar temporalment la seva dieta vegetariana. Una altra trama requeria que els personatges volessin un avió Piper Tomahawk i fessin un aterratge d'emergència. Aquest va ser un rodatge arriscat, i Arana i Oreiro no van utilitzar dobles d'acrobàcies per a això. L'escena, que va ser la primera d'aquest tipus en una telenovel·la diària argentina, va requerir quatre pilots professionals, cinc experts en efectes especials i dos avions addicionals utilitzats per filmar l'avió principal des de l'exterior. Arana va ser assessorada pel pilot Alberto Di Giorgio.
El tema d'obertura del programa és Corazón Valiente de Gilda (castellà: Braveheart), cantada per Oreiro. Va ser produït per Toti Gimenez, vidu i productor de la difunta Gilda. Oreiro és fan de Gilda i va triar aquesta cançó com a homenatge per commemorar el 10è aniversari de la seva mort. Va considerar incloure'l al seu pròxim CD de música, però després no va gravar res.

### Actors convidats

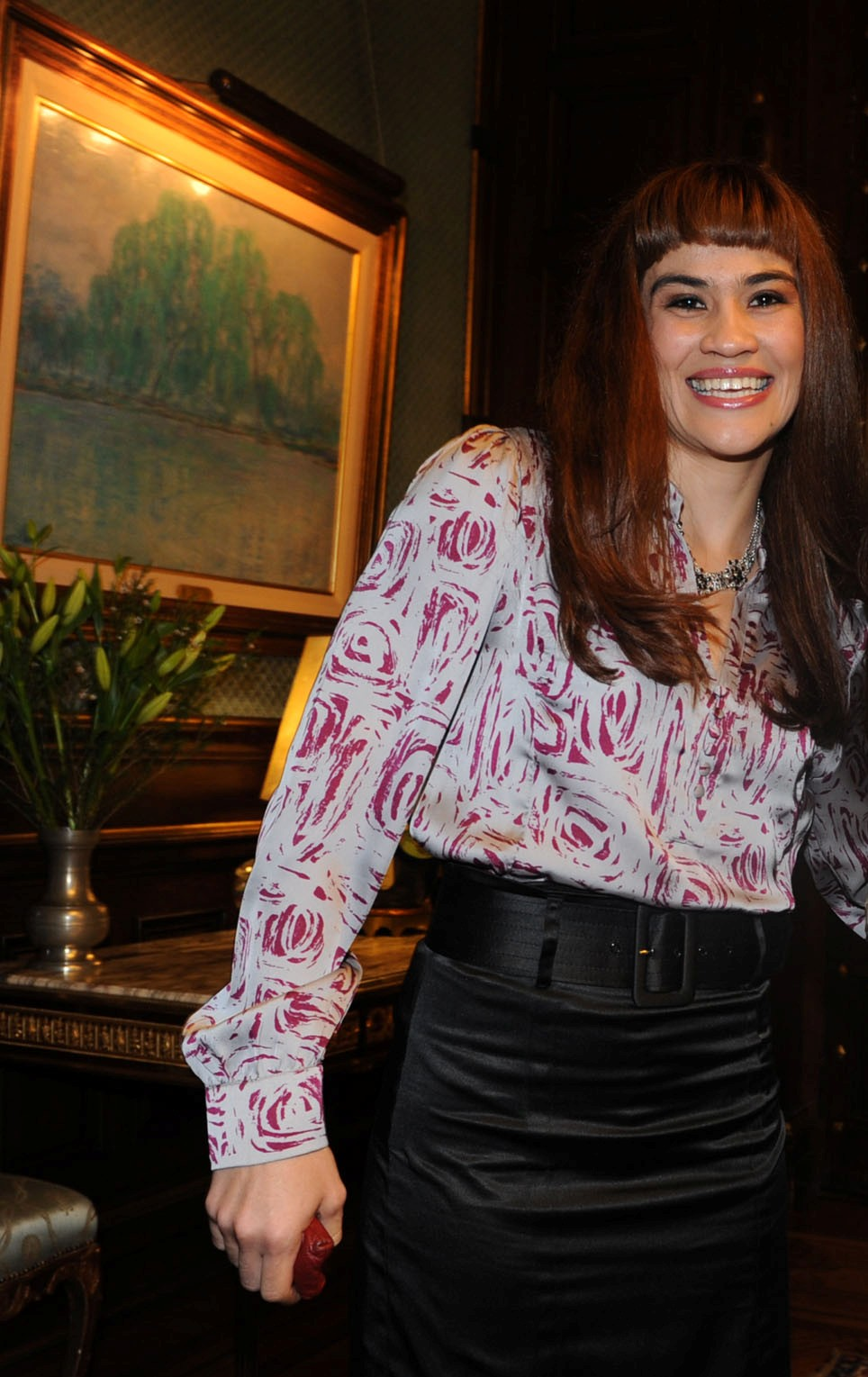
La boxadora Marcela Acuña va entrenar Natalia Oreiro i va aparèixer com a estrella convidada al programa.

El programa va comptar amb diverses estrelles convidades, que van aparèixer en papers secundaris o secundaris en diversos episodis. Algunes estrelles convidades — com ara els cantants Chayanne, Ricky Martin i Julieta Venegas — es van interpretar dins de la ficció del programa. La cançó de Venegas Tu Nombre s'utilitza com a cançó de fons en entorns romàntics. Marcela Acuña va aparèixer dues vegades, jugant-se en un partit contra el personatge d'Oreiro. L'aparició de l'actriu Leticia Brédice va ser nominada a la categoria millor cameo de ficció als Premis Martín Fierro; el premi va ser atorgat a Nora Cárpena. L'actriu Reina Reech va endarrerir altres projectes per participar al programa.

### Narració
El programa va ampliar les convencions habituals del gènere utilitzant diversos tipus de metaficció, fent referència als propis actors o a la naturalesa del programa. Un exemple dins de l'argument és Sos mi muqui, un programa dins del programa els personatges del qual es basaven en els personatges principals del programa. Els antics personatges dels actors es fan referència ocasionalment en arguments que els situen en contextos similars als de les ficcions anteriors. Martín es va infiltrar en un convent amb un hàbit semblant al que portava el personatge d'Arana a Padre Coraje, i Esperanza portava roba semblant a la que portava el personatge d'Oreiro a Muñeca Brava quan havien d'entrar a un barri marginal.
Molts actors van interpretar personatges secundaris així com els seus papers principals. Pablo Cedrón va interpretar un germà paraguaià del seu personatge Falucho; tots dos personatges estaven involucrats en un triangle amorós amb Kimberly. Carlos Belloso va ser la germana perduda de Quique, vestida de dona. Natalia Oreiro, que parla rus amb fluïdesa, va fer el paper d'una princesa russa. Facundo Arana va fer un delinqüent, un paper a diferència de Martín. Aquelles escenes no utilitzaven efectes especials; cada personatge es va filmar per separat sense que els dos personatges compartissin la pantalla. L'heroi de la telenovela es casa amb el dolent, al contrari de la convenció habitual del gènere en què aquest casament s'interromp o cancel·la a l'últim moment.

## Repartiment
| Actor               | Personatge                      | Descripció                                                   |
| ------------------- | ------------------------------- | ------------------------------------------------------------ |
| Natalia Oreiro      | Esperanza Muñoz/"la monita"     | Una pobre boxadora                                           |
| Facundo Arana       | Martín Quesada                  | Pilot de Fórmula 1 i empresari, president del "Grup Quesada" |
| Carla Peterson      | Constanza Inzúa/"la momia"      | Promesa socialitària de Martín Quesada                       |
| Carlos Belloso      | Enrique "Quique" Ferreti        | Xicot i germà adoptiu d'Esperanza                            |
| Fabiana García Lago | Kimberly                        | Conserge paraguaià                                           |
| Mónica Ayos         | Nilda Yadhur/"la turca"         | Actriu a l'atur                                              |
| Dalma Milebo        | María de las Nieves             | Mare de Quique, mare adoptiva de Esperanza                   |
| Griselda Siciliani  | Débora "Debbie" Quesada         | Cosí d'en Martín                                             |
| Marcelo Mazzarello  | Miguel Quesada                  | Malvat cosí de Martín                                        |
| Pablo Cedrón        | Félix Pérez Garmendia/"Falucho" | Mal advocat                                                  |
| Alejandro Awada     | Alfredo Uribe                   | Ajudant de Martín                                            |
| Claudia Fontán      | Mercedes                        | Secretaria del Grup Quesada                                  |
| Elías Viñoles       | Jose                            | Fill adoptiu de Martín                                       |
| Thelma Fardin       | Laura                           | Filla adoptiva de Martín                                     |
| Ornella Fazio       | Coqui                           | Filla adoptiva de Martín                                     |
| Adela Gleijer       | Rosa                            | Governanta de of Martín                                      |
| Nicolás D'Agostino  | Tony                            | Net de Rosa                                                  |
| Mike Amigorena      | Rolando Martínez                | Pilot rival de Martín                                        |

## Rebuda

### Valoracions
El programa es va emetre per primera vegada al gener, un mes de poca activitat televisiva a l'Argentina a causa de les vacances d'estiu. Tot i això, va tenir un gran èxit. El canal competidor Telefe va emetre la comèdia juvenil Alma Pirata, que va ser reprogramada a causa de les seves baixes audiències, i la va substituir per la segona temporada de Casados con Hijos. Ambdós programes van tenir valoracions similars fins al final de Casados con Hijos a l'agost. Amb una valoració mitjana de 26,8 punts, Sos mi vida va acabar com la ficció televisiva argentina més vista fins aleshores; va ser desplaçada per la telenovela de 2009 Valientes, que va rebre 27,3 punts de qualificació.

### Premis

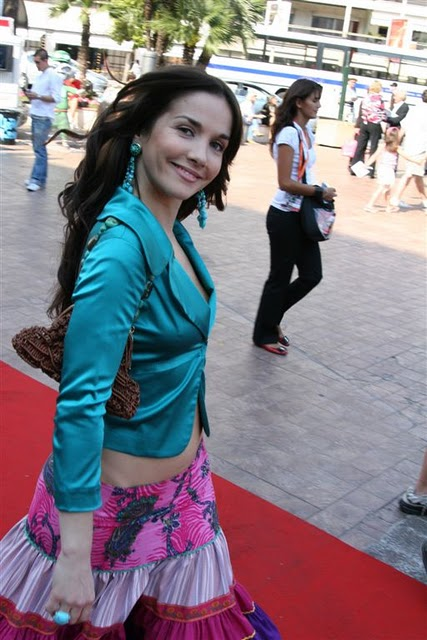
Natalia Oreiro va rebre el Premi Martín Fierro pel seu treball.

El programa va ser guardonat com a millor comèdia televisiva en l'acte de lliurament dels Premis Martín Fierro 2006, imposant-se a Casados con hijos i ¿Quién es el Jefe?. Facundo Arana va rebre el premi al millor actor principal de comèdia, imposant-se a Guillermo Francella, Humberto Tortonese i Nicolás Vázquez. Natalia Oreiro va guanyar el premi a la millor actriu principal de comèdia, imposant-se a Florencia Peña, Nancy Duplaá, Carmen Barbieri i Andrea Bonelli. Alejandro Awada, Marcelo Mazzarello i Carlos Belloso van rebre nominacions als premis d'actors de comèdia de repartiment, que va guanyar Belloso. De la mateixa manera, tres de les cinc nominacions a actriu de comèdia secundària van ser per a Carla Peterson, Mónica Ayos i Claudia Fontán, però el premi va ser per a Érika Rivas de Casados con hijos. El programa va ser nominat sense èxit com a millor tema i millor aparició convidada per a Leticia Brédice.
Facundo Arana i Natalia Oreiro van tornar a ser nominats als Premis Martín Fierro 2007. Aquestes nominacions van resultar controvertides perquè el programa només va durar una setmana el 2007, i no va tenir una segona temporada, i ambdós actors van deixar de treballar després d'això. Cap dels dos va rebre un premi per aquestes nominacions. Oreiro va guanyar el premi de nova creació a la millor actriu de la nit, que no forma part dels premis oficials.
En l'acte de lliurament dels Premis Clarín de finals de 2006, el programa va ser premiat a la millor comèdia, imposant-se a Casados con hijos i Alma Pirata. Elías Viñoles va guanyar el premi al millor actor, Ornella Fazio va ser nominada a millor actor femení; el guardó va ser atorgat a María Abadi de Montecristo. A diferència dels Martín Fierro, els premis Clarín no distingeixen entre actors principals i actors secundaris. Belloso va ser premiat com a millor actor de comèdia; Oreiro va ser nominat i el premi va ser atorgat a Érika Rivas.

### Rebuda de la crítica
El diari Clarín atribueix l'èxit del programa a les actuacions dels actors, les subtrames, les iniciatives de producció i el tractament original de les històries. També es va elogiar el treball del repartiment secundari, incloent Carla Peterson, Fabiana Garcia Lago, i Marcelo Mazzarello. El diari La Nación va elogiar la barreja d'humor de sitcom i drama de telenovel·les del programa, i va equiparar els episodis dramàtics amb les obres dels autors de telenovel·les Abel Santa Cruz, Alberto Migré i Delia Fiallo.
El programa va ser criticat durant el temps — gairebé tres mesos — abans del primer petó de la parella principal. Clarín també va criticar un acte de striptease mal interpretat de Facundo Arana. Com que Carlos Belloso no va poder anar amb Arana i Oreiro al rodatge del Mundial, va ser filmat a la plaça San Martín, fent veure que també era a Alemanya.
L'hora d'emissió programada del programa era a les 21:00, però el canal sovint retardava la seva emissió fins a 40 minuts. Això va provocar conflictes amb altres cadenes i COMFER, la institució que regula la televisió argentina. L'últim capítol va durar mitja hora i va seguir l'estrena de la nova telenovela Son de Fierro; La Nación va dir que l'episodi final hauria d'haver durat una hora sencera.

## Emissions i remakes
El programa es va emetre inicialment a l'Argentina el 2006 a El Trece en hora de màxima audiència. Després de l'èxit de la tirada inicial, El Trece i Volver van tornar a fer l'espectacle. El Dori Media Group la ven internacionalment sota el nom anglès "You Are The One" a més de 40 països.
El concepte del programa també es va vendre, i alguns països van refer la telenovela amb actors locals. La versió mexicana, Un gancho al corazón, va protagonitzar Danna García, Sebastián Rulli, Laisha Wilkins i Raul Araiza. Els personatges van ser rebatejats, però el personatge de García va conservar el sobrenom de "La Monita". La versió polonesa, Prosto w serce, va protagonitzar Anna Mucha, Filip Bobek i Małgorzata Socha. La versió portuguesa, Deixa-me amar, va protagonitzar Paulo Pires i Paula Lobo Antunes.